# Arvicanthis niloticus
Arvicanthis niloticus је врста глодара из породице мишева (Muridae).

## Распрострањење
Ареал врсте Arvicanthis niloticus обухвата већи број држава. Присутна је у следећим државама: Судан, Етиопија, Кенија, Сенегал, Уганда, Египат, Мауританија, Нигер, Нигерија, Буркина Фасо, Бурунди, Централноафричка Република, Чад, Обала Слоноваче, Еритреја, Гана, Малави, Сијера Леоне и Јемен. Присуство је непотврђено у следећим државама: Саудијска Арабија, Бенин, Танзанија, Замбија и Того.

## Станиште
Станишта врсте су планине, саване, жбунаста вегетација и травна вегетација.
Врста је мало присутна на подручју Сахаре у северној Африци, а највише у субсахарском подручју.

## Угроженост
Ова врста је наведена као последња брига, јер има широко распрострањење и честа је врста.